# Hypena proboscidatus
Hypena proboscidatus är en fjärilsart som beskrevs av Adrian Hardy Haworth 1809. Hypena proboscidatus ingår i släktet Hypena och familjen nattflyn. Inga underarter finns listade i Catalogue of Life.